# Fedotovia mongolica
Fedotovia mongolica – gatunek pająka z rodziny worczakowatych. Endemit Mongolii.

## Taksonomia
Gatunek ten opisany został po raz pierwszy w 1993 roku przez Jurija Marusika na łamach „Arthropoda Selecta”. Jako lokalizację typową wskazano miejsce między Atas Bogd uul a Szor Teg na terenie ajmaku gobijsko-ałtajskiego w Mongolii. Epitet gatunkowy oznacza po łacinie „mongolska”. Opisane są wyłącznie samice.

## Morfologia
Pająk ma ciało długości od 10,9 do 12,3 mm przy karapaksie długości od 4,7 do 5,1 mm i szerokości od 3,5 do 4 mm. Karapaks jest żółtawy lub jasnobrązowy, spłaszczony, o niewyniesionej części głowowej, w widoku grzbietowym o gruszkowatym obrysie. Oczy pary przednio-środkowej leżą nieco bardziej z przodu niż pary przednio-bocznej. Oczy par środkowych są o połowę mniejsze niż par bocznych i rozmieszczone na planie dłuższego niż szerokiego i najszerszego w tyle czworokąta. Oczy pary tylno-środkowej są jasno ubarwione i nieregularnie trójkątne, a par pozostałych okrągłe i ciemno ubarwione. Ciemnobrązowe szczękoczułki mają na przedniej krawędzi bruzdy dwa, a tylnej trzy lub cztery zęby. Barwa wargi dolnej, szczęk i sternum jest brązowa, a odnóży żółtobrązowa. Odnóża są dłuższe i chudsze niż u F. uzbekistanica. Opistosoma (odwłok) ma wierzch żółtoszary lub kremowoszary, spód kremowy, a kądziołki przędne żółtobrązowe.
Genitalia samicy cechują się wyraźnym, dłuższym niż szerokim, owalnym dołkiem płytki płciowej o długich krawędziach bocznych, krótkim i niemal okrągłym trzonku, stosunkowo szerokimi zbiornikami nasiennymi, grubymi, krótkimi i skręconymi tylnymi częściami przewodów kopulacyjnych oraz spiralnie poskręcanymi ich częściami przednimi.

## Ekologia i występowanie
Pająk górski, znajdywany w suchych siedliskach na rzędnych od 1050 do 1300 m n.p.m.
Gatunek palearktyczny, endemiczny dla Mongolii, znany z dwóch stanowisk na terenie ajmaku gobijsko-ałtajskiego.